# 小行星7600
小行星7600（英語：7600 Vacchi）是一颗围绕太阳公转的小行星。1994年9月9日，V. S. Casulli在Colleverde发现了此天体。
这颗小行星的绝对星等为187.00053等。